# Чечевиця велика
Чечевиця велика (Carpodacus rubicilla) — вид горобцеподібних птахів родини в'юркових (Fringillidae).

## Поширення
Ареал розірваний, складається з трьох окремих ділянок.
Перша розташована на Кавказі (частини території  Грузії, Азербайджану та Росії). На західному Кавказі трапляються рідкісні випадкові пари.
Друга включає гори Алтай, Саяни, Танну-Ола, Хангай (територія російських республік Алтай  і Тива, Синьцзян-Уйгурського автономного району Китаю, західної Монголії). Взимку мігруючі птахи можуть траплятися й у східному Казахстані.
Найбільшу частину ареалу становлять гірські країни  Середньої та  Центральної Азії: Джунгарський Алатау, Тянь-Шань, Памір, Гіндукуш, Каракорум, Гімалаї, Тибет, Куньлунь, Нань-шань.
В Україні зареєстровано випадок зальоту у Крим.

## Спосіб життя
Населяє відкриті простори з трав'яною рослинністю, зокрема гірські луки, які знаходяться вище смуги лісу.

## Опис
Тіло сягає 20 см завдовжки та вагою 60 г. У самця в шлюбному вбранні голова, поперек, надхвістя і весь низ тулуба темно-рожеві або рожево-червоні, на голові дрібні білі цятки, на волі, грудях і боках тулуба білі плями; спина, крила і хвіст бурі; дзьоб міцний, світло-бурий; ноги бурі; у позашлюбному оперенні рожево — червоний колір тьмяніший. Самиця сірувато-бура, з темними рисками.